# NGC 6053
NGC 6053 (ook: NGC 6057) is een elliptisch sterrenstelsel in het sterrenbeeld Hercules. Het hemelobject werd op 8 juni 1886 ontdekt door de Amerikaanse astronoom Lewis A. Swift.

## Synoniemen
- MCG 3-41-106
- NPM1G +18.0472
- ZWG 108.130
- DRCG 34-120
- PGC 57090